# IC 2861
IC 2861 је елиптична галаксија у сазвјежђу Велики медвјед која се налази на листи објеката дубоког неба у Индекс каталогу.
Деклинација објекта је + 38° 51' 7" а ректасцензија 11h 28m 58,9s. Привидна величина (магнитуда) објекта IC 2861 износи 14,6 а фотографска магнитуда 15,6. IC 2861 је још познат и под ознакама MCG 7-24-11, CGCG 214-9, NPM1G +39.0266, PGC 35357.